# Asplenium chingianum
Asplenium chingianum là một loài thực vật có mạch trong họ Aspleniaceae. Loài này được Chang Y. Yang miêu tả khoa học đầu tiên năm 1992.